# Luc Capdevila
Pour les articles homonymes, voir Capdevila.
Luc Capdevila, né le 4 juillet 1960 est un historien français. Il réalise sa thèse de doctorat (1997) puis son habilitation à diriger des recherches (2006) à l'université Rennes-II, sous la direction de Jacqueline Sainclivier. Après avoir été professeur de lycée et maître de conférences, il est professeur d'histoire contemporaine à l'université Rennes-II et chercheur à l'UMR CNRS 6051ARENES.

## Publications

### Ouvrages
- Les Bretons au lendemain de l'Occupation : imaginaires et comportements d'une sortie de guerre, 1944-1945, Presses universitaires de Rennes, 1999[1],[2].
- Avec Danièle Voldman, Nos morts : les sociétés occidentales face aux tués de la guerre (XIXe – XXe siècles), Payot, 2002[3],[4],[5],[6].
- Avec François Rouquet, Danièle Voldman et Fabrice Virgili, Hommes et femmes dans la France en guerre (1914-1945), Payot, 2003[7].
- War Dead Western Societies and the Casualties of War (19th/20th centuries), en collaboration avec Danièle Voldman, Edinburgh (Grande-Bretagne), Edinburgh University Press, hardback & paperback, 2006, 200 p. [Traduction anglaise par Richard Veasey de la première édition française révisée de Nos morts, avec une préface de Jay Winter][8].
- Une guerre totale, Paraguay 1864-1870 : essai d’histoire du temps présent, Rennes, PUR, 2007, 510 p[9],[10].
- Avec Isabelle Combes, Nicolas Richard et Pablo Barbosa, Les hommes transparents : indiens et militaires dans la guerre du Chaco (1932-1935), Presses universitaires de Rennes, 2010[11].
- Una guerra total: Paraguay, 1864-1870. Ensayo de historia del tiempo presente, Asunción del Paraguay, Centro de estudios antropológico de la universidad católica de Asunción/Sb ed., 2010, 544 p[12].
- Los hombres transparentes. Indígenas y militares en la guerra del Chaco, 1932-1935, en colaboración con Isabel Combes, Nicolás Richard y Pablo Barbosa, Cochabamba, Instituto de misionología (UCB), col. Scripta Autochtona/Historia Indígena de las Tierras Bajas, 2010, 230 p[13].
- Femmes, armée et éducation dans la guerre d'Algérie, Rennes, PUR, 2017[14],[15].
- Paraguay bajo la sombra de sus guerras. Historia, memoria y construcción política, siglos XIX/XXI, Buenos Aires, SB Editorial, 2021, 276 p[16].

### Direction d'ouvrages
- Avec Marc Bergère, Genre et événement : du masculin et du féminin en histoire des crises et des conflits, Presses universitaires de Rennes, 2006[17],[18],[19].
- Les Indiens des frontières coloniales. Amérique australe, XVIe siècle/temps présent, Rennes, PUR, 2011, 255 p, coordonné avec Jimena Obregón Iturra et Nicolas Richard[20].
- Luc Capdevila & Frédérique Langue (dir.), Entre mémoire collective et histoire officielle : l'histoire du temps présent en Amérique latine, Rennes, Presses universitaires de Rennes, 2009, 280 p[21],[22],[23],[24].
- Le passé des émotions. D'une histoire à vif, Amérique latine et Espagne, Rennes, PUR, 2014, 204 p, coordonné avec Frédérique Langue[25],[26],[27].